# Eois plumbeofusa
Eois plumbeofusa är en fjärilsart som beskrevs av W. Warren 1901. Eois plumbeofusa ingår i släktet Eois och familjen mätare. Inga underarter finns listade i Catalogue of Life.